# Виетмин
Виетмин (съкратено от Việt Nam Ðộc Lập Ðồng Minh Hội, на български: Лига за независимост на Виетнам) е виетнамска политическа организация, създадена с цел извоюване на независимостта на Виетнам от Франция.
Организацията е ръководена от Нгуен Тат Тан (известен за света като Хо Ши Мин), а други съучредители са Ле Дуан, Во Нгуен Зиап и Фам Ван Донг.
По време на Втората световна война колониите на Франция в Индокитай са окупирани от Япония. По това време Виетмин се бори и срещу японската окупация, поради което получава поддръжка от Китай и САЩ.
След капитулацията на Япония през 1945 г. Виетмин прави опит за пълен контрол върху Виетнам и получаването на независимост от Франция. Декларацията за независимост поставя началото на 10-годишната освободителна война на виетнамския народ, в която Франция получава поддръжка от САЩ.
Френската армия губи през 1954 г. битката при Диен Биен Фу (Dien Bien Phu), което е и краят на колониалното господство на Франция. По време на Женевските мирни преговори обаче Виетнам е поделен на две отделни държави – Северен Виетнам и Южен Виетнам, и са планирани избори през 1956 г. за обединяване на двете части.
На 11 октомври 1954 г. Виетмин поема контрол върху Северен Виетнам и обявява държавата за социалистическа, а първи министър-председател става Хо Ши Мин.
Южен Виетнам, подкрепян от САЩ, отказва провеждането на изборите през 1956 г. с опасението, че Хо Ши Мин е възприеман като национален герой и ще спечели тези избори. Това предизвиква зараждането на партизанско движение в Южен Виетнам, ръководено от Виетмин и създаването на Народен фронт за освобождение на Виетнам – Виет Конг. Тази организация става главният противник на САЩ по време на Виетнамската война през 60-те и началото на 70-те години на 20 век.